# Austrey
Austrey is een civil parish in het bestuurlijke gebied North Warwickshire, in het Engelse graafschap Warwickshire met 928 inwoners.